# Lake Hallie
Lake Hallie – wieś w Stanach Zjednoczonych, w stanie Wisconsin, w hrabstwie Chippewa.